# Scenedesmus
Scenedesmus är ett släkte grönalger i klassen Chlorophyceae. Dessa grönalger, som kan vara mycket vanliga i sötvattensjöar, bildar avlånga kolonier. Släktet förekommer framförallt i näringsrika och övergödda vatten.  Scenedesmus sägs kunna tillföra bismak till dricksvatten om algen förekommer talrikt. Scenedesmus förekommer även i bräckt vatten, men tål ej högre salthalter. Totalt finns 118 arter i släktet.
Scenedesmus kan förekomma som enkel cell eller vanligtvis som koloni, då med 2–32 celler.
Han- och hongameter är lika (isogami) och har två flageller. Betydligt vanligare är dock asexuell förökning vilken sker med autosporer som frisläpps genom att modercellens cellvägg rämnar.